# Kultur- und Sportverein Baunatal e.V.
Kultur- und Sportverein Baunatal e.V. é uma agremiação esportiva alemã, fundada a 13 de abril de 1964, sediada em Baunatal, no estado de Hessen.

## História
Foi criado na década de 1960 da união entre KSV Altenritte e KSV Altenbauna.
O KSV Altenritte tem raízes que remontam ao estabelecimento do clube de ginástica Turnverein Gut-Heil Altenritte a 2 de setembro de 1892. O departamento de futebol foi fundado em 1914. Em 1933, foi acompanhado pelos membros do Arbeiter TV Altenritte, uma das agremiações formadas por trabalhadores, tidas como politicamente desagradáveis sob a égide do regime nazista, para se tornar VfL Altenritte. Em 1945, após a Segunda Guerra Mundial, a equipe reemergiu como KSV Alteritte.
O outro antecessor, KSV Altenbauna, foi criado em 1904 como Deutscher Turnverein Altenbauna e, em 1918, após a Primeira Guerra Mundial, atuou como Deutscher Turn-und Sportverein Altenbauna. O DTSV tornou-se TV-Gut Heil Altenbauna, em 1933, e KSV Altenbauna, em 1945.
Em 1964, houve uma fusão que uniu esses dois clubes como KSV Baunatal. A associação cresceu novamente quando foi acompanhada pelo SV Baunatal em 1970. O SV foi fundado, em 1921, como Arbeiter Turn-und Sportverein Kirchbauna, um dos clubes de trabalhadores que desapareceram sob o Terceiro Reich. No entanto, foi restabelecido, em 1945, como Freier SV Kirchbauna pelos ex-membros do ATSV e de outro proletário conhecido como TV Gut Heil Kirchbauna. O FSV brevemente adotou o nome SpVgg Kirchbauna, em 1955, antes de se tornar SV Baunatal no mesmo ano.
A longa série de fusões passou despercebida até o KSV Baunatal se levantar do menor nível de concorrência, a Oberliga Hessen (III), em 1970. O clube caiu para a Landesliga Hessen-Nord (IV) por uma única temporada, mas prontamente recuperou um lugar na Oberliga. O título da Oberliga Hessen (III), em 1976, levou o clube à 2. Bundesliga Süd. Durante os anos 70 e 80, o KSV fez meia dúzia de aparições na DFB-Pokal, a Copa da Alemanha, saindo na fase inicial em cada ocasião.
A equipe, então, atuou na terceira camada, a Oberliga Hessen até ser rebaixado em 1991, e por um tempo alternou com freqüência entre o terceiro e o quinto módulo. O KSV se estabeleceu na Oberliga Hessen (IV) desde 1999, geralmente se posicionando na metade inferior da tabela.

## Títulos
| - Hessenliga (III) - Campeão: 1976 - Vice-campeão: 1980, 2001 - Landesliga Hessen-Nord (IV) - Campeão: 1970, 1972, 1994, 1999 | - Hessenpokal - Campeão: 1982, 1983 - Vice-campeão: 1987 |

## Cronologia recente
A recente performance do clube:
| Temporada | Divisão    | Módulo | Posição |
| 1999–2000 | Hessenliga | IV     | 12º     |
| 2000–01   | Hessenliga | IV     | 2º      |
| 2001–02   | Hessenliga | IV     | 14º     |
| 2002–03   | Hessenliga | IV     | 6º      |
| 2003–04   | Hessenliga | IV     | 11º     |
| 2004–05   | Hessenliga | IV     | 4º      |
| 2005–06   | Hessenliga | IV     | 14º     |
| 2006–07   | Hessenliga | IV     | 13º     |
| 2007–08   | Hessenliga | IV     | 8º      |
| 2008–09   | Hessenliga | V      | 5º      |
| 2009–10   | Hessenliga | V      | 3º      |
| 2010–11   | Hessenliga | V      | 3º      |
| 2011–12   | Hessenliga | V      | 2º      |
| 2012–13   | Hessenliga | V      | º       |